# Boschberg
Der Boschberg (seltener auch Poschberg geschrieben) ist eine Erhöhung in Favoriten, dem 10. Wiener Gemeindebezirk (Bezirksteil Inzersdorf-Stadt). Er liegt zwischen der Troststraße im Norden, dem Erholungsgebiet Wienerberg im Westen, dem Verteilerkreis am Alten Landgut und der Südosttangente im Osten und der Siedlung Wienerfeld (alter Flurname Reifental) im Süden. Die Grenzen sind allerdings nur als ungefähr anzusehen. Genau genommen ist der Boschberg der verbindende Bergsattel zwischen dem Wienerberg und dem Laaer Berg und ist ein Teil der Terrassenlandschaft am Wiener Beckenrand.
Im 19. Jahrhundert war der Boschberg eine ausgedehnte, locker mit Gebüsch bewachsene Gegend (daher der Name Boschberg = Buschberg), die als Viehweide und für Landwirtschaft genutzt wurde. Seit 1865 betrieb eine gewisse Frau Hawlař hier einen damals bekannten Steinweichsel-Garten. Dort wurden Weichselbäume als Kopfbaum-Kultur (ähnlich der Kopfweide) gezogen, die Ausschlagruten waren damals und auch später für die Produktion von Spazierstöcken und Pfeifenrohren oder Zigarettenspitzen (den bis heute bekannten „Weixlspitz“ mit der charakteristischen schwarzen Brandmarke) notwendig.
Der Weichselgarten der Frau Hawlař existiert nicht mehr, an ihn erinnert aber der Name der hier gelegenen Kleingarten-Siedlung „Weichselgarten“, daneben liegen auch die Gartensiedlungen „Boschberg“ und „Reifental“.
Auf dem Boschberg gibt es weiters den Jean-Jaurès-Hof in der Raxstraße, die Schleierbaracken (heute Favoritner Gewerbering), eine Busgarage der Wiener Linien ebenfalls in der Raxstraße, eine Rettungsstation der Berufsrettung Wien in der Grenzackerstraße und etliche Sportplätze. Im 19. Jahrhundert standen dort die Miren der Wiener Universitäts-Sternwarte.

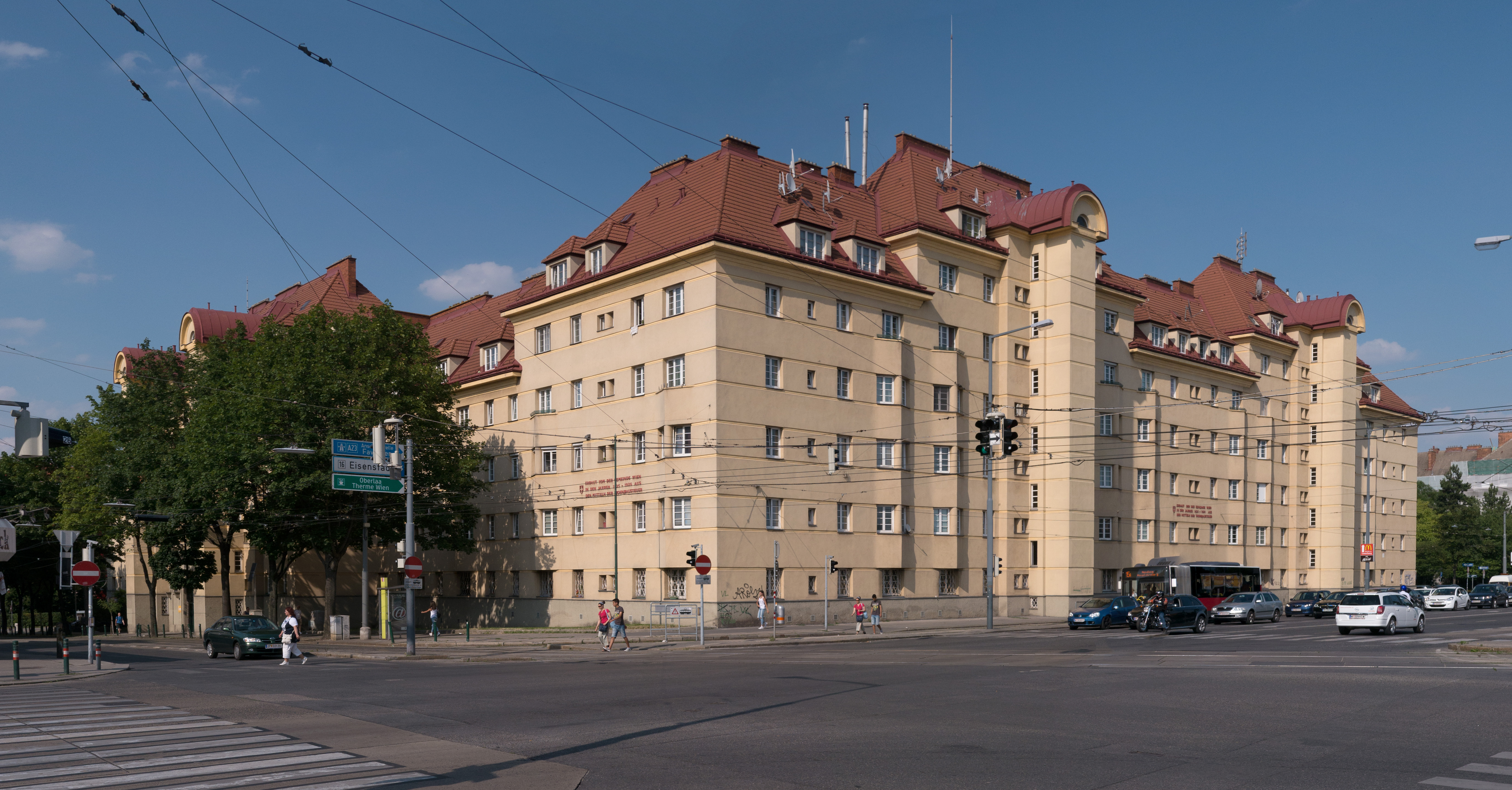
Jean-Jaures-Hof
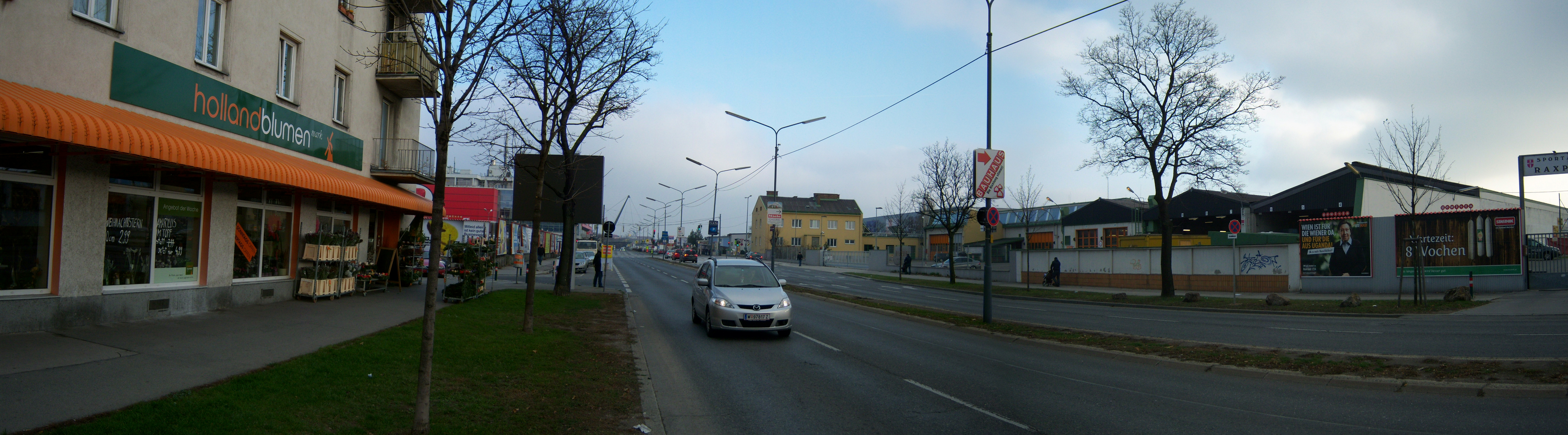
Autobusgarage
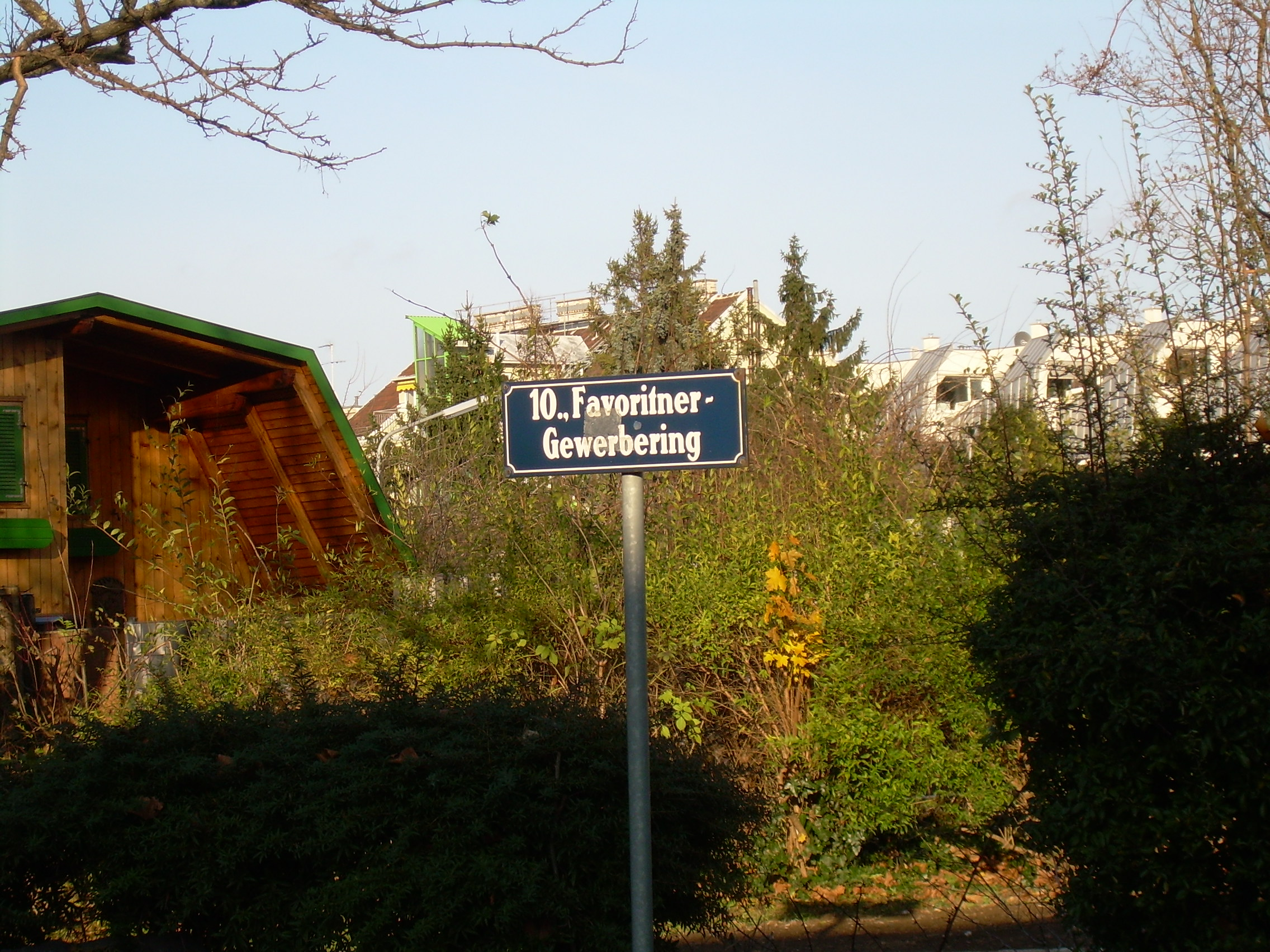
Schleierbaracken
Gartensiedlungen

Der Name Boschberg ist – abgesehen von den dort direkt wohnenden Menschen – bei den Wienern ziemlich in Vergessenheit geraten.